# Vicente Guaita
Vicente Guaita Panadero (Valência, 10 de janeiro de 1987) é um futebolista espanhol que atua como goleiro. Atualmente está sem clube.

## Carreira

### Valencia
Se formou nas categorias de base do Valencia, e chegou ao time B, o Valencia Mestalla. Depois de uma campanha como titular no time B, onde o Valencia Mestalla conseguiu o acesso da Terceira Divisão para a Segunda Divisão B, ele foi promovido para a equipe principal.
Com a aposentadoria do ídolo valencianista Santiago Cañizares e a saída de Timo Hildebrand, Guaita participa de alguns amistosos na Pré-Temporada, e depois joga alguns jogos da Copa do Rei e da Taça UEFA. No dia 18 de Janeiro de 2009, estréia no Campeonato Espanhol contra o Athletic Bilbao, substituindo o lesionado Renan.

### Getafe
Sem espaço no Valencia, foi para o Getafe em 2015.

### Crystal Palace
Em 8 de junho de 2018, Guaita assinou contrato com o Crystal Palace